# Championnats d'Europe d'haltérophilie 1958
Navigation
Édition précédente Édition suivante
Les championnats d'Europe d'haltérophilie 1958, trente-huitième édition des championnats d'Europe d'haltérophilie, ont eu lieu en 1958 à Stockholm, en Suède. Toutes les catégories ont été remportées par les soviétiques.